# Айдарлинський сільський округ (Панфіловський район)
Айдарли́нський сільський округ (каз. Айдарлы ауылдық округі, рос. Айдарлинский сельский округ) — адміністративна одиниця у складі Панфіловського району Жетисуської області Казахстану. Адміністративний центр — село Айдарли.
Населення — 2265 осіб (2021; 2321 у 2009, 2557 у 1999, 2498 у 1989).
Станом на 1989 рік існувла Бараходзірська сільська рада (села Айдарли, Дарбазакум, Сарпилдак).

## Склад
До складу округу входять такі населені пункти:
| Населений пункт  | Населення, осіб (1989) | Населення, осіб (1999) | Населення, осіб (2009) | Населення, осіб (2021) |
| ---------------- | ---------------------- | ---------------------- | ---------------------- | ---------------------- |
| Айдарли, село    | 2000                   | 1827                   | 1476                   | 1436                   |
| --Ілі-Каракум    | -                      | -                      | 1                      | 7                      |
| --Кокберек       | -                      | -                      | -                      | 10                     |
| Дарбазакум, село | 360                    | 440                    | 597                    | 529                    |
| --Жанармай       | -                      | -                      | -                      | 4                      |
| Сарпилдак, село  | 138                    | 290                    | 247                    | 267                    |
| --База 6         | -                      | -                      | -                      | 9                      |
| --Бел            | -                      | -                      | -                      | 3                      |